# Germania ai XXI Giochi olimpici invernali
La Germania ha partecipato ai XXI Giochi olimpici invernali di Vancouver, che si sono svolti dal 12 al 28 febbraio 2010, con una delegazione di 153 atleti.

## Medaglie

### Medagliere per discipline
| Sport                   | Oro | Argento | Bronzo | Totale |
| ----------------------- | --- | ------- | ------ | ------ |
| Sci alpino              | 3   | 0       | 0      | 3      |
| Biathlon                | 2   | 1       | 2      | 5      |
| Slittino                | 2   | 1       | 2      | 5      |
| Sci di fondo            | 1   | 4       | 0      | 5      |
| Pattinaggio di velocità | 1   | 3       | 0      | 4      |
| Bob                     | 1   | 2       | 0      | 3      |
| Skeleton                | 0   | 1       | 1      | 2      |
| Salto con gli sci       | 0   | 1       | 0      | 1      |
| Pattinaggio di figura   | 0   | 0       | 1      | 1      |
| Combinata nordica       | 0   | 0       | 1      | 1      |
| Totale                  | 10  | 13      | 7      | 30     |

### Medaglie d'oro
| Medaglia | Nome                                                                         | Sport                   | Evento                              |
| -------- | ---------------------------------------------------------------------------- | ----------------------- | ----------------------------------- |
| Oro      | Magdalena Neuner                                                             | Biathlon                | 10 km inseguimento femminile        |
| Oro      | Magdalena Neuner                                                             | Biathlon                | 12,5 km partenza in linea femminile |
| Oro      | André Lange Kevin Kuske                                                      | Bob                     | Bob a due maschile                  |
| Oro      | Daniela Anschütz-Thoms Stephanie Beckert Anni Friesinger Katrin Mattscherodt | Pattinaggio di velocità | Inseguimento a squadre femminile    |
| Oro      | Maria Riesch                                                                 | Sci alpino              | Slalom speciale femminile           |
| Oro      | Viktoria Rebensburg                                                          | Sci alpino              | Slalom gigante femminile            |
| Oro      | Maria Riesch                                                                 | Sci alpino              | Supercombinata femminile            |
| Oro      | Evi Sachenbacher-Stehle Claudia Nystad                                       | Sci di fondo            | Sprint di squadra femminile         |
| Oro      | Tatjana Hüfner                                                               | Slittino                | Singolo femminile                   |
| Oro      | Felix Loch                                                                   | Slittino                | Singolo maschile                    |

### Medaglie d'argento
| Medaglia | Nome                                                                | Sport                   | Evento                               |
| -------- | ------------------------------------------------------------------- | ----------------------- | ------------------------------------ |
| Argento  | Magdalena Neuner                                                    | Biathlon                | 7,5 km sprint femminile              |
| Argento  | Thomas Florschütz Richard Adjei                                     | Bob                     | Bob a due maschile                   |
| Argento  | André Lange Kevin Kuske Alexander Rödiger Martin Putze              | Bob                     | Bob a quattro maschile               |
| Argento  | Jenny Wolf                                                          | Pattinaggio di velocità | 500 m femminile                      |
| Argento  | Stephanie Beckert                                                   | Pattinaggio di velocità | 3000 m femminile                     |
| Argento  | Stephanie Beckert                                                   | Pattinaggio di velocità | 5000 m femminile                     |
| Argento  | Michael Neumayer Andreas Wank Martin Schmitt Michael Uhrmann        | Salto con gli sci       | Gara a squadre                       |
| Argento  | Tobias Angerer                                                      | Sci di fondo            | 30 km a inseguimento maschile        |
| Argento  | Axel Teichmann                                                      | Sci di fondo            | 50 km con partenza in linea maschile |
| Argento  | Tim Tscharnke Axel Teichmann                                        | Sci di fondo            | Sprint di squadra maschile           |
| Argento  | Katrin Zeller Evi Sachenbacher-Stehle Miriam Gössner Claudia Nystad | Sci di fondo            | Staffetta 4x5 km femminile           |
| Argento  | Kerstin Szymkowiak                                                  | Skeleton                | Singolo femminile                    |
| Argento  | David Möller                                                        | Slittino                | Singolo maschile                     |

### Medaglie di bronzo
| Medaglia | Nome                                                        | Sport                 | Evento                              |
| -------- | ----------------------------------------------------------- | --------------------- | ----------------------------------- |
| Bronzo   | Simone Hauswald                                             | Biathlon              | 12,5 km partenza in linea femminile |
| Bronzo   | Kati Wilhelm Simone Hauswald Martina Beck Andrea Henkel     | Biathlon              | Staffetta 4x6 km femminile          |
| Bronzo   | Johannes Rydzek Tino Edelmann Eric Frenzel Björn Kircheisen | Combinata nordica     | Gara a squadre                      |
| Bronzo   | Aljona Savchenko Robin Szolkowy                             | Pattinaggio di figura | Pattinaggio di figura a coppie      |
| Bronzo   | Anja Huber                                                  | Skeleton              | Singolo femminile                   |
| Bronzo   | Natalie Geisenberger                                        | Slittino              | Singolo femminile                   |
| Bronzo   | Patric Leitner Alexander Resch                              | Slittino              | Doppio                              |

## Biathlon
| Gara                    | Atleta                                                      | Penalità    | Tempo d'arrivo | Posizione |
| ----------------------- | ----------------------------------------------------------- | ----------- | -------------- | --------- |
| 10 km sprint            | Andreas Birnbacher                                          | 1 (0+1)     | 26'06"4        | 23        |
| 10 km sprint            | Michael Greis                                               | 3 (1+2)     | 25'56"0        | 21        |
| 10 km sprint            | Arnd Peiffer                                                | 2 (1+1)     | 26'29"1        | 37        |
| 10 km sprint            | Christoph Stephan                                           | 1 (0+1)     | 25'51"1        | 19        |
| 12,5 km inseguimento    | Andreas Birnbacher                                          | 2 (1+0+1+0) | 35'03"4        | 13        |
| 12,5 km inseguimento    | Michael Greis                                               | 1 (0+0+0+1) | 34'29"6        | 5         |
| 12,5 km inseguimento    | Arnd Peiffer                                                | 4 (0+0+1+3) | 36'44"9        | 37        |
| 12,5 km inseguimento    | Christoph Stephan                                           | 4 (1+0+1+2) | 36'02"3        | 30        |
| 15 km partenza in linea | Andreas Birnbacher                                          | 3 (0+1+2+0) | 36'30"2        | 15        |
| 15 km partenza in linea | Michael Greis                                               | 3 (0+0+1+2) | 36'10"7        | 10        |
| 15 km partenza in linea | Arnd Peiffer                                                | 2 (0+0+2+0) | 36'44"5        | 17        |
| 15 km partenza in linea | Christoph Stephan                                           | 4 (0+1+1+2) | 37'11"4        | 23        |
| 20 km individuale       | Andreas Birnbacher                                          | 2 (2+0+0+0) | 50'43"5        | 12        |
| 20 km individuale       | Michael Greis                                               | 2 (0+2+0+0) | 50'37"6        | 10        |
| 20 km individuale       | Christoph Stephan                                           | 3 (1+0+0+2) | 52'33"4        | 29        |
| 20 km individuale       | Alexander Wolf                                              | 2 (1+0+0+1) | 52'09"0        | 24        |
| Staffetta 4x7,5 km      | Simon Schempp Andreas Birnbacher Arnd Peiffer Michael Greis | 0+0 2+7     | 1h 23'16"0     | 5         |

| Gara                      | Atleta                                                  | Penalità    | Tempo d'arrivo | Posizione |
| ------------------------- | ------------------------------------------------------- | ----------- | -------------- | --------- |
| 7,5 km sprint             | Simone Hauswald                                         | 2 (1+1)     | 21'14"1        | 26        |
| 7,5 km sprint             | Andrea Henkel                                           | 2 (1+1)     | 21'15"7        | 27        |
| 7,5 km sprint             | Magdalena Neuner                                        | 1 (0+1)     | 19'57"1        |           |
| 7,5 km sprint             | Kati Wilhelm                                            | 3 (2+1)     | 21'27"2        | 30        |
| 10 km inseguimento        | Simone Hauswald                                         | 4 (1+0+1+2) | 31'58"6        | 12        |
| 10 km inseguimento        | Andrea Henkel                                           | 3 (1+0+1+1) | 31'40"5        | 10        |
| 10 km inseguimento        | Magdalena Neuner                                        | 2 (0+0+1+1) | 30'16"0        |           |
| 10 km inseguimento        | Kati Wilhelm                                            | 1 (0+0+0+1) | 31'43"3        | 12        |
| 12,5 km partenza in linea | Simone Hauswald                                         | 2 (0+0+2+0) | 35'26"9        |           |
| 12,5 km partenza in linea | Andrea Henkel                                           | 1 (1+0+0+0) | 36'13"5        | 9         |
| 12,5 km partenza in linea | Magdalena Neuner                                        | 2 (1+0+1+0) | 35'19"6        |           |
| 12,5 km partenza in linea | Kati Wilhelm                                            | 5 (1+3+1+0) | 38'37"7        | 25        |
| 15 km individuale         | Martina Beck                                            | 2 (0+2+0+0) | 44'12"0        | 29        |
| 15 km individuale         | Andrea Henkel                                           | 2 (0+0+1+1) | 42'32"4        | 6         |
| 15 km individuale         | Magdalena Neuner                                        | 3 (1+2+0+0) | 42'42"1        | 10        |
| 15 km individuale         | Kati Wilhelm                                            | 1 (0+0+1+0) | 41'57"3        | 4         |
| Staffetta 4x6 km          | Kati Wilhelm Simone Hauswald Martina Beck Andrea Henkel | 0+2 0+3     | 1h 10'13"4     |           |

## Bob
| Gara                   | Equipaggio                                                    | Manche 1 | Manche 2 | Manche 3 | Manche 4     | Totale  | Posizione |
| ---------------------- | ------------------------------------------------------------- | -------- | -------- | -------- | ------------ | ------- | --------- |
| Bob a due maschile     | André Lange Kevin Kuske                                       | 51"59    | 51"72    | 51"57 TR | 51"77        | 3'26"65 |           |
| Bob a due maschile     | Thomas Florschütz Richard Adjei                               | 51"57 TR | 51"85    | 51"62    | 51"83        | 3'26"87 |           |
| Bob a due maschile     | Karl Angerer Gregor Bermbach                                  | 52"23    | 52"43    | 52"19    | 52"44        | 3'29"29 | 9         |
| Bob a quattro maschile | André Lange Kevin Kuske Alexander Rödiger Martin Putze        | 51"14    | 51"05    | 51"29    | 51"36        | 3'24"84 |           |
| Bob a quattro maschile | Thomas Florschütz Ronny Listner Andreas Barucha Richard Adjei | 51"14    | 51"36    | 51"45    | 51"63        | 3'25"58 | 4         |
| Bob a quattro maschile | Karl Angerer Andreas Bredau Alex Mann Gregor Bermbach         | 51"18    | 51"41    | 51"70    | 51"77        | 3'26"06 | 7         |
| Bob a due femminile    | Sandra Kiriasis Christin Senkel                               | 53"41    | 53"23    | 53"58    | 53"59        | 3'33"81 | 4         |
| Bob a due femminile    | Cathleen Martini Romy Logsch                                  | 53"28    | 53"32    | 53"39    | squalificate | -       | -         |
| Bob a due femminile    | Claudia Schramm Janine Tischer                                | 53"65    | 53"57    | 53"81    | 53"65        | 3'34"68 | 7         |

## Combinata nordica
| Gara           | Atleta                                                      | Salto  | Salto | Salto | Fondo   | Fondo            | Posizione |
| Gara           | Atleta                                                      | Lungh. | Punti | Pos.  | Tempo   | Tempo + distacco | Posizione |
| -------------- | ----------------------------------------------------------- | ------ | ----- | ----- | ------- | ---------------- | --------- |
| NH + 10 km     | Tino Edelmann                                               | 98,5   | 119,0 | 16    | 25'41"6 | 26'47"6          | 18        |
| NH + 10 km     | Eric Frenzel                                                | 98,0   | 119,0 | 16    | 25'17"2 | 26'23"2          | 10        |
| NH + 10 km     | Björn Kircheisen                                            | 98,0   | 118,5 | 19    | 26'01"3 | 27'09"8          | 22        |
| NH + 10 km     | Johannes Rydzek                                             | 95,5   | 112,0 | 30    | 25'51"3 | 27'25"3          | 28        |
| LH + 10 km     | Tino Edelmann                                               | 109,5  | 86,3  | 35    | 25'52"0 | 28'35"0          | 29        |
| LH + 10 km     | Eric Frenzel                                                | 104,5  | 74,2  | 41    | 26'12"6 | 29'43"6          | 40        |
| LH + 10 km     | Georg Hettich                                               | 121,5  | 108,8 | 17    | 26'32"5 | 27'55"5          | 24        |
| LH + 10 km     | Björn Kircheisen                                            | 123,5  | 108,8 | 12    | 26'33"5 | 27'46"5          | 20        |
| Gara a squadre | Johannes Rydzek Tino Edelmann Eric Frenzel Björn Kircheisen | -      | 473,3 | 6     | 49'06"1 | 49'51"1          |           |

## Curling

### Torneo maschile
La squadra è stata composta da:
- Andreas Kapp (skip)
- Andreas Lang (third)
- Holger Höhne (second)
- Andreas Kempf (lead)
- Daniel Herberg (alternate)

#### Prima fase
| Sessione | Squadre     | Finale | 1 | 2 | 3 | 4 | 5 | 6 | 7 | 8 | 9 | 10 |
| -------- | ----------- | ------ | - | - | - | - | - | - | - | - | - | -- |
| 1        | Stati Uniti | 5      | 0 | 1 | 0 | 2 | 0 | 0 | 1 | 0 | 1 | 0  |
| 1        | Germania    | 7      | 1 | 0 | 2 | 0 | 1 | 1 | 0 | 2 | 0 | 0  |
| 2        | Canada      | 9      | 2 | 0 | 0 | 0 | 2 | 0 | 3 | 0 | 2 | X  |
| 2        | Germania    | 4      | 0 | 0 | 2 | 0 | 0 | 1 | 0 | 1 | 0 | X  |
| 3        | Germania    | 3      | 1 | 0 | 0 | 1 | 1 | 0 | 0 | 0 | 0 | 0  |
| 3        | Svezia      | 6      | 0 | 0 | 2 | 0 | 0 | 1 | 0 | 1 | 0 | 2  |
| 4        | Germania    | 4      | 0 | 1 | 0 | 1 | 0 | 1 | 0 | 0 | 1 | 0  |
| 4        | Norvegia    | 7      | 1 | 0 | 2 | 0 | 2 | 0 | 1 | 0 | 0 | 1  |
| 6        | Germania    | 7      | 0 | 0 | 1 | 0 | 1 | 1 | 1 | 0 | 3 | 0  |
| 6        | Svizzera    | 6      | 2 | 0 | 0 | 2 | 0 | 0 | 0 | 1 | 0 | 1  |
| 7        | Francia     | 4      | 0 | 0 | 3 | 1 | 0 | 0 | 0 | 0 | X | X  |
| 7        | Germania    | 9      | 2 | 0 | 0 | 0 | 2 | 1 | 2 | 2 | X | X  |
| 9        | Danimarca   | 9      | 1 | 0 | 0 | 4 | 1 | 0 | 2 | 0 | 1 | X  |
| 9        | Germania    | 5      | 0 | 2 | 0 | 0 | 0 | 2 | 0 | 1 | 0 | X  |
| 10       | Germania    | 7      | 0 | 0 | 1 | 0 | 2 | 1 | 0 | 2 | 0 | 1  |
| 10       | Cina        | 6      | 2 | 1 | 0 | 1 | 0 | 0 | 1 | 0 | 1 | 0  |
| 11       | Germania    | 2      | 0 | 0 | 0 | 0 | 1 | 0 | 1 | 0 | X | X  |
| 11       | Regno Unito | 8      | 1 | 0 | 1 | 2 | 0 | 2 | 0 | 2 | X | X  |

Classifica
| Squadre     | G | V | P | PF | PS |
| ----------- | - | - | - | -- | -- |
| Canada      | 9 | 9 | 0 | 75 | 37 |
| Norvegia    | 9 | 7 | 2 | 64 | 43 |
| Svizzera    | 9 | 6 | 3 | 53 | 44 |
| Svezia      | 9 | 5 | 4 | 50 | 52 |
| Regno Unito | 9 | 5 | 4 | 57 | 44 |
| Germania    | 9 | 4 | 5 | 48 | 60 |
| Francia     | 9 | 3 | 6 | 37 | 63 |
| Cina        | 9 | 2 | 7 | 52 | 60 |
| Danimarca   | 9 | 2 | 7 | 45 | 63 |
| Stati Uniti | 9 | 2 | 7 | 43 | 59 |

### Torneo femminile
La squadra è stata composta da:
- Monika Wagner (skip)
- Andrea Schöpp (third)
- Melanie Robillard (second)
- Stella Heiß (lead)
- Corinna Scholz (alternate)

#### Prima fase
| Sessione | Squadre     | Finale | 1 | 2 | 3 | 4 | 5 | 6 | 7 | 8 | 9 | 10 | 11 |
| -------- | ----------- | ------ | - | - | - | - | - | - | - | - | - | -- | -- |
| 1        | Germania    | 9      | 2 | 0 | 2 | 0 | 1 | 0 | 0 | 1 | 0 | 3  |    |
| 1        | Russia      | 5      | 0 | 1 | 0 | 1 | 0 | 0 | 1 | 0 | 2 | 0  |    |
| 2        | Germania    | 6      | 1 | 0 | 0 | 0 | 3 | 0 | 0 | 2 | 0 | 0  |    |
| 2        | Stati Uniti | 5      | 0 | 0 | 0 | 1 | 0 | 1 | 1 | 0 | 1 | 1  |    |
| 4        | Canada      | 6      | 0 | 0 | 0 | 2 | 0 | 2 | 0 | 1 | 0 | 0  | 1  |
| 4        | Germania    | 5      | 0 | 1 | 0 | 0 | 1 | 0 | 1 | 0 | 1 | 1  | 0  |
| 5        | Germania    | 4      | 1 | 0 | 0 | 0 | 2 | 0 | 0 | 1 | 0 | X  |    |
| 5        | Regno Unito | 7      | 0 | 1 | 1 | 1 | 0 | 0 | 1 | 0 | 3 | X  |    |
| 7        | Germania    | 7      | 0 | 1 | 0 | 2 | 0 | 2 | 0 | 1 | 0 | 1  | 0  |
| 7        | Cina        | 9      | 1 | 0 | 1 | 0 | 2 | 0 | 2 | 0 | 1 | 0  | 2  |
| 8        | Germania    | 5      | 0 | 0 | 1 | 0 | 0 | 0 | 1 | 0 | 3 | 0  |    |
| 8        | Danimarca   | 6      | 0 | 3 | 0 | 0 | 0 | 1 | 0 | 1 | 0 | 1  |    |
| 9        | Giappone    | 6      | 0 | 0 | 0 | 1 | 0 | 2 | 0 | 1 | 0 | 2  |    |
| 9        | Germania    | 7      | 0 | 2 | 1 | 0 | 1 | 0 | 1 | 0 | 2 | 0  |    |
| 11       | Svizzera    | 4      | 0 | 0 | 0 | 0 | 1 | 1 | 0 | 1 | 1 | X  |    |
| 11       | Germania    | 2      | 0 | 0 | 1 | 0 | 0 | 0 | 1 | 0 | 0 | X  |    |
| 12       | Svezia      | 8      | 2 | 0 | 3 | 0 | 2 | 0 | 1 | 0 | 0 | 0  |    |
| 12       | Germania    | 7      | 0 | 2 | 0 | 2 | 0 | 0 | 0 | 2 | 0 | 1  |    |

Classifica
| Squadre     | G | V | P | PF | PS |
| ----------- | - | - | - | -- | -- |
| Canada      | 9 | 8 | 1 | 56 | 37 |
| Svezia      | 9 | 7 | 2 | 56 | 52 |
| Cina        | 9 | 6 | 3 | 61 | 47 |
| Svizzera    | 9 | 6 | 3 | 67 | 48 |
| Danimarca   | 9 | 4 | 5 | 49 | 61 |
| Germania    | 9 | 3 | 6 | 52 | 56 |
| Regno Unito | 9 | 3 | 6 | 54 | 59 |
| Giappone    | 9 | 3 | 6 | 64 | 70 |
| Russia      | 9 | 3 | 6 | 53 | 60 |
| Stati Uniti | 9 | 2 | 7 | 43 | 65 |

## Freestyle
| Gara                | Atleta        | Qualificazioni | Qualificazioni | Ottavi | Quarti | Semifinali | Finale |
| ------------------- | ------------- | -------------- | -------------- | ------ | ------ | ---------- | ------ |
| Ski cross maschile  | Martin Fiala  | 1'15"88        | 29             | 3      |        |            |        |
| Ski cross maschile  | Simon Stickl  | 1'13"49        | 8              | 3      |        |            |        |
| Ski cross femminile | Julia Manhard | 1'21"10        | 24             | 3      |        |            |        |
| Ski cross femminile | Anna Wörner   | 1'18"45        | 7              | 4      |        |            |        |
| Ski cross femminile | Heidi Zacher  | 1'20"35        | 19             | 4      |        |            |        |

## Hockey su ghiaccio

### Torneo maschile

#### Roster
- Dennis Endras
- Thomas Greiss
- Dimitri Pätzold
- Michael Bakos
- Christian Ehrhoff
- Jakub Ficenec
- Jason Holland
- Korbinian Holzer
- Chris Schmidt
- Dennis Seidenberg
- Alexander Sulzer
- Alexander Barta
- Sven Felski
- Marcel Goc
- Thomas Greilinger
- Jochen Hecht
- Manuel Klinge
- Marcel Müller
- Travis James Mulock
- André Rankel
- Marco Sturm
- John Tripp
- Michael Wolf

#### Prima fase
| Vancouver 17 febbraio 2010, ore 16:30 UTC-8 | Svezia | 2 – 0 (0-0, 2-0, 0-0) referto | Germania | Canada Hockey Place |

| Vancouver 19 febbraio 2010, ore 21:00 UTC-8 | Finlandia | 5 – 0 (1-0, 2-0, 2-0) referto | Germania | Canada Hockey Place |

| Vancouver 20 febbraio 2010, ore 21:00 UTC-8 | Germania | 3 – 5 (1-1, 0-1, 2-3) referto | Bielorussia | Canada Hockey Place |

Classifica
| Squadre     | Punti | PG | V | VOT | POT | P | GF | GS | DG |
| ----------- | ----- | -- | - | --- | --- | - | -- | -- | -- |
| Svezia      | 9     | 3  | 3 | 0   | 0   | 0 | 9  | 2  | +7 |
| Finlandia   | 6     | 3  | 2 | 0   | 0   | 1 | 10 | 4  | +6 |
| Bielorussia | 3     | 3  | 1 | 0   | 0   | 2 | 8  | 12 | -4 |
| Germania    | 0     | 3  | 0 | 0   | 0   | 3 | 3  | 12 | -9 |

#### Fase ad eliminazione diretta
Playoff
| Vancouver 23 febbraio 2010, ore 16:30 UTC-8 | Canada | 8 – 2 (1-0, 3-1, 4-1) referto | Germania | Canada Hockey Place |

## Pattinaggio di figura
| Gara                  | Atleta                          | Obbligatorio | Obbligatorio | Breve/Originale | Breve/Originale | Libero | Libero | Totale | Totale |
| Gara                  | Atleta                          | Punti        | Pos,         | Punti           | Pos,            | Punti  | Pos,   | Punti  | Pos,   |
| --------------------- | ------------------------------- | ------------ | ------------ | --------------- | --------------- | ------ | ------ | ------ | ------ |
| Individuale maschile  | Stefan Lindemann                |              |              | 68,50           | 17              | 103,48 | 23     | 171,98 | 22     |
| Individuale femminile | Sarah Hecken                    |              |              | 49,04           | 23              | 94,90  | 15     | 143,94 | 18     |
| Gara a coppie         | Maylin Hausch Daniel Wende      |              |              | 45,46           | 17              | 93,28  | 15     | 138,74 | 17     |
| Gara a coppie         | Aljona Savchenko Robin Szolkowy |              |              | 75,96           | 2               | 134,64 | 3      | 210,60 |        |
| Danza su ghiaccio     | Christina Beier William Beier   | 30,31        | 16           | 46,42           | 18              | 72,91  | 18     | 149,64 | 18     |

## Pattinaggio di velocità
| Gara   | Atleta                 | Tempo 1      | Tempo 2      | Totale       | Posizione    |
| ------ | ---------------------- | ------------ | ------------ | ------------ | ------------ |
| 500 m  | Monique Angermüller    | 38"761       | 38"830       | 1'17"59      | 11           |
| 500 m  | Judith Hesse           | 39"357       | 39"486       | 1'18"84      | 28           |
| 500 m  | Jenny Wolf             | 38"307       | 37"838       | 1'16"14      |              |
| 1000 m | Monique Angermüller    | 1'18"179     | 1'18"179     | 1'18"179     | 22           |
| 1000 m | Anni Friesinger        | 1'17"71      | 1'17"71      | 1'17"71      | 14           |
| 1000 m | Jenny Wolf             | 1'17"91      | 1'17"91      | 1'17"91      | 17           |
| 1500 m | Monique Angermüller    | 1'59"46      | 1'59"46      | 1'59"46      | 13           |
| 1500 m | Daniela Anschütz-Thoms | 1'58"85      | 1'58"85      | 1'58"85      | 10           |
| 1500 m | Anni Friesinger        | 1'58"67      | 1'58"67      | 1'58"67      | 9            |
| 1500 m | Isabell Ost            | 2'01"69      | 2'01"69      | 2'01"69      | 22           |
| 3000 m | Daniela Anschütz-Thoms | 4'04"87      | 4'04"87      | 4'04"87      | 4            |
| 3000 m | Stephanie Beckert      | 4'04"62      | 4'04"62      | 4'04"62      |              |
| 3000 m | Katrin Mattscherodt    | 4'13"72      | 4'13"72      | 4'13"72      | 13           |
| 5000 m | Daniela Anschütz-Thoms | 6'58"64      | 6'58"64      | 6'58"64      | 4            |
| 5000 m | Stephanie Beckert      | 6'51"39      | 6'51"39      | 6'51"39      |              |
| 5000 m | Katrin Mattscherodt    | squalificata | squalificata | squalificata | squalificata |

| Quarti di finale                                                         |         |                                                                         |         |
| Germania Daniela Anschütz-Thoms Stephanie Beckert Anni Friesinger        | 3'01"95 | Paesi Bassi Renate Groenewold Diane Valkenburg Ireen Wüst               | 3'03"38 |
| Semifinale                                                               |         |                                                                         |         |
| Germania Daniela Anschütz-Thoms Stephanie Beckert Anni Friesinger-Postma | 3'03"55 | Stati Uniti Jennifer Rodriguez Jilleanne Rookard Nancy Swider-Peltz, Jr | 3'03"78 |
| Finale A                                                                 |         |                                                                         |         |
| Germania Daniela Anschütz-Thoms Stephanie Beckert Katrin Mattscherodt    | 3'02"82 | Giappone Masako Hozumi Nao Kodaira Maki Tabata                          | 3'02"84 |

| Gara    | Atleta          | Tempo 1  | Tempo 2  | Totale   | Posizione |
| ------- | --------------- | -------- | -------- | -------- | --------- |
| 500 m   | Nico Ihle       | 35"532   | 35"539   | 1'11"07  | 18        |
| 500 m   | Samuel Schwarz  | 35"795   | 35"715   | 1'11"51  | 23        |
| 1000 m  | Nico Ihle       | 1'11"04  | 1'11"04  | 1'11"04  | 25        |
| 1000 m  | Samuel Schwarz  | 1'10"45  | 1'10"45  | 1'10"45  | 16        |
| 1500 m  | Samuel Schwarz  | 1'50"07  | 1'50"07  | 1'50"07  | 32        |
| 5000 m  | Patrick Beckert | 6'36"02  | 6'36"02  | 6'36"02  | 22        |
| 5000 m  | Robert Lehmann  | 6'43!77  | 6'43!77  | 6'43!77  | 26        |
| 5000 m  | Marco Weber     | 6'36"45  | 6'36"45  | 6'36"45  | 23        |
| 10000 m | Marco Weber     | 13'35"73 | 13'35"73 | 13'35"73 | 10        |

## Salto con gli sci
| Gara               | Atleta                                                       | Qualificazioni | Qualificazioni | Qualificazioni | Finale          | Finale         | Finale          | Finale         | Finale       | Posizione |
| Gara               | Atleta                                                       | Lunghezza      | Punti          | Pos.           | Lungh. 1° salto | Punti 1° salto | Lungh. 2° salto | Punti 2° salto | Punti totali | Posizione |
| ------------------ | ------------------------------------------------------------ | -------------- | -------------- | -------------- | --------------- | -------------- | --------------- | -------------- | ------------ | --------- |
| Trampolino normale | Pascal Bodmer                                                | 100,5          | 123,5          | 18             | 95,5            | 112,5          |                 |                | 112,5        | 31        |
| Trampolino normale | Michael Neumayer                                             | 105,5          | 135,0          | 3              | 101,0           | 125,0          | 99,5            | 122,0          | 247,0        | 16        |
| Trampolino normale | Martin Schmitt                                               | 103,5          | 132,5          | 9              | 99,5            | 123,0          | 103,5           | 133,0          | 256,0        | 10        |
| Trampolino normale | Michael Uhrmann                                              | 106,0          | 138,5          | 1              | 103,5           | 133,0          | 102,0           | 129,5          | 262,5        | 5         |
| Trampolino lungo   | Michael Neumayer                                             | 136,0          | 129,3          | 12             | 130,0           | 122,5          | 130,0           | 123,0          | 245,5        | 6         |
| Trampolino lungo   | Martin Schmitt                                               | 128,0          | 118,9          | 25             | 122,5           | 108,0          | 108,0           | 74,4           | 182,4        | 30        |
| Trampolino lungo   | Michael Uhrmann                                              | prequalificato | prequalificato | prequalificato | 122,5           | 108,0          | 116,5           | 94,7           | 202,7        | 25        |
| Trampolino lungo   | Andreas Wank                                                 | 137,5          | 138,0          | 3              | 127,5           | 118,0          | 110,0           | 82,5           | 200,5        | 28        |
| Gara a squadre     | Michael Neumayer Andreas Wank Martin Schmitt Michael Uhrmann |                |                |                | -               | 509,3          | -               | 526,5          | 1035,8       |           |

## Sci alpino
| Gara           | Atleta           | 1° manche  | 2° manche  | Tempo totale | Posizione  |
| -------------- | ---------------- | ---------- | ---------- | ------------ | ---------- |
| Slalom         | Felix Neureuther | non finito |            |              |            |
| Gigante        | Felix Neureuther | 1'18"24    | 1'20"82    | 2'39"06      | 8          |
| Super-g        | Stephan Keppler  | non finito | non finito | non finito   | non finito |
| Discesa        | Stephan Keppler  | 1'56"11    | 1'56"11    | 1'56"11      | 24         |
| Supercombinata | Stephan Keppler  | 1'56"09    | 53"70      | 2'49"79      | 24         |

| Gara           | Atleta              | 1° manche | 2° manche  | Tempo totale | Posizione |
| -------------- | ------------------- | --------- | ---------- | ------------ | --------- |
| Slalom         | Fanny Chmelar       | 52"12     | non finito |              |           |
| Slalom         | Christina Geiger    | 52"10     | 53"52      | 1'45"62      | 14        |
| Slalom         | Maria Riesch        | 50"75     | 52"14      | 1'42"89      |           |
| Slalom         | Susanne Riesch      | 51"46     | non finito |              |           |
| Gigante        | Kathrin Hölzl       | 1'15"81   | 1'11"77    | 2'27"58      | 6         |
| Gigante        | Viktoria Rebensburg | 1'15"47   | 1'11"64    | 2'27"11      |           |
| Gigante        | Maria Riesch        | 1'15"60   | 1'12"37    | 2'27"97      | 10        |
| Super-g        | Viktoria Rebensburg | 1'25"23   | 1'25"23    | 1'25"23      | 28        |
| Super-g        | Maria Riesch        | 1'21"46   | 1'21"46    | 1'21"46      | 8         |
| Super-g        | Gina Stechert       | 1'22"21   | 1'22"21    | 1'22"21      | 15        |
| Discesa        | Maria Riesch        | 1'46"26   | 1'46"26    | 1'46"26      | 8         |
| Discesa        | Gina Stechert       | 1'46"93   | 1'46"93    | 1'46"93      | 10        |
| Supercombinata | Maria Riesch        | 1'24"49   | 44"65      | 2'09"14      |           |
| Supercombinata | Gina Stechert       | 1'25"44   | non finito |              |           |

## Sci di fondo
| Gara                        | Atleta                                                       | Tempo d'arrivo | Posizione |
| --------------------------- | ------------------------------------------------------------ | -------------- | --------- |
| 15 km a tecnica libera      | Tobias Angerer                                               | 34'28"5        | 7         |
| 15 km a tecnica libera      | Tom Reichelt                                                 | 35'50"4        | 46        |
| 15 km a tecnica libera      | René Sommerfeldt                                             | 35'31"3        | 36        |
| 15 km a tecnica libera      | Axel Teichmann                                               | 35'47"0        | 44        |
| 30 km inseguimento          | Tobias Angerer                                               | 1h 15'13"5     |           |
| 30 km inseguimento          | Jens Filbrich                                                | 1h 15'25"0     | 6         |
| 30 km inseguimento          | Tom Reichelt                                                 | 1h 21'13"2     | 35        |
| 30 km inseguimento          | René Sommerfeldt                                             | 1h 17'11"9     | 21        |
| 50 km con partenza in linea | Tobias Angerer                                               | 2h 05'37"0     | 4         |
| 50 km con partenza in linea | Jens Filbrich                                                | 2h 06'07"8     | 16        |
| 50 km con partenza in linea | René Sommerfeldt                                             | 2h 06'52"5     | 21        |
| 50 km con partenza in linea | Axel Teichmann                                               | 2h 05'35"8     |           |
| Staffetta 4x10 km           | Jens Filbrich Axel Teichmann René Sommerfeldt Tobias Angerer | 1h 45'49"4     | 6         |

| Gara              | Atleta                       | Qualificazioni | Qualificazioni | Quarti di finale | Quarti di finale | Semifinali | Semifinali | Finale  | Finale    |
| Gara              | Atleta                       | Tempo          | Pos.           | Tempo            | Pos.             | Tempo      | Pos.       | Tempo   | Posizione |
| ----------------- | ---------------------------- | -------------- | -------------- | ---------------- | ---------------- | ---------- | ---------- | ------- | --------- |
| Individuale       | Tim Tscharnke                | 3'42"03        | 33             |                  |                  |            |            |         |           |
| Individuale       | Josef Wenzl                  | 3'41"88        | 31             |                  |                  |            |            |         |           |
| Sprint di squadra | Tim Tscharnke Axel Teichmann |                |                |                  |                  | 18'48"9    | 3          | 19'02"3 |           |

| Gara                        | Atleta                                                              | Tempo d'arrivo | Posizione |
| --------------------------- | ------------------------------------------------------------------- | -------------- | --------- |
| 10 km a tecnica libera      | Stefanie Böhler                                                     | 26'19"2        | 23        |
| 10 km a tecnica libera      | Miriam Gössner                                                      | 26'14"8        | 21        |
| 10 km a tecnica libera      | Claudia Nystad                                                      | 25'59"8        | 16        |
| 10 km a tecnica libera      | Evi Sachenbacher-Stehle                                             | 25'57"7        | 12        |
| 15 km inseguimento          | Stefanie Böhler                                                     | 43'17"9        | 36        |
| 15 km inseguimento          | Nicole Fessel                                                       | 42'25"1        | 22        |
| 15 km inseguimento          | Evi Sachenbacher-Stehle                                             | 41'37"9        | 11        |
| 15 km inseguimento          | Katrin Zeller                                                       | 42'26"9        | 24        |
| 30 km con partenza in linea | Stefanie Böhler                                                     | 1h 34'08"7     | 18        |
| 30 km con partenza in linea | Evi Sachenbacher-Stehle                                             | 1h 31'52"9     | 4         |
| 30 km con partenza in linea | Katrin Zeller                                                       | 1h 34'18"1     | 20        |
| Staffetta 4x5 km            | Katrin Zeller Evi Sachenbacher-Stehle Miriam Gössner Claudia Nystad | 55'44"1        |           |

| Gara              | Atleta                                 | Qualificazioni | Qualificazioni | Quarti di finale | Quarti di finale | Semifinali | Semifinali | Finale  | Finale    |
| Gara              | Atleta                                 | Tempo          | Pos.           | Tempo            | Pos.             | Tempo      | Pos.       | Tempo   | Posizione |
| ----------------- | -------------------------------------- | -------------- | -------------- | ---------------- | ---------------- | ---------- | ---------- | ------- | --------- |
| Individuale       | Nicole Fessel                          | 3'44"79        | 9              | 3'41"2           | 4                |            |            |         |           |
| Individuale       | Hanna Kolb                             | 3'50"29        | 29             | 3'41"6           | 5                |            |            |         |           |
| Individuale       | Katrin Zeller                          | 3'48"63        | 24             | 3'43"0           | 3                |            |            |         |           |
| Sprint di squadra | Evi Sachenbacher-Stehle Claudia Nystad |                |                |                  |                  | 18'43"5    | 3          | 18'03"7 |           |

## Short track
| Gara             | Atleta                                                   | Batterie | Batterie | Quarti di finale | Quarti di finale | Semifinali | Semifinali | Finale   | Finale |
| Gara             | Atleta                                                   | Tempo    | Pos.     | Tempo            | Pos.             | Tempo      | Pos.       | Tempo    | Pos.   |
| ---------------- | -------------------------------------------------------- | -------- | -------- | ---------------- | ---------------- | ---------- | ---------- | -------- | ------ |
| 500 m            | Tyson Heung                                              | 41"835   | 2        | 48"554           | 3                | 41"455     | 3          | 42"307   | 5      |
| 500 m            | Robert Seifert                                           | 42"181   | 4        |                  |                  |            |            |          |        |
| 1000 m           | Paul Herrmann                                            | 1'26"739 | 3        |                  |                  |            |            |          |        |
| 1000 m           | Tyson Heung                                              | 1'25"938 | 2        | 1'26"098         | 4                |            |            |          |        |
| 1500 m           | Paul Herrmann                                            |          |          | 2'16"782         | 6                |            |            |          |        |
| 1500 m           | Tyson Heung                                              |          |          | 2'14"461         | 4                |            |            |          |        |
| 1500 m           | Sebastian Praus                                          |          |          | 2'17"058         | 3                | 2'16"240   | 3          | 2'20"374 | 11     |
| 5000 m staffetta | Robert Becker Tyson Heung Sebastian Praus Robert Seifert |          |          |                  |                  | 6'47"289   | 3          | 6'50"119 | 7      |

| Gara   | Atleta     | Batterie | Batterie | Quarti di finale | Quarti di finale | Semifinali | Semifinali | Finale | Finale |
| Gara   | Atleta     | Tempo    | Pos.     | Tempo            | Pos.             | Tempo      | Pos.       | Tempo  | Pos.   |
| ------ | ---------- | -------- | -------- | ---------------- | ---------------- | ---------- | ---------- | ------ | ------ |
| 500 m  | Aika Klein | 45"186   | 4        |                  |                  |            |            |        |        |
| 1000 m | Aika Klein | 1'58"857 | 3        | 1'51"552         | 4                |            |            |        |        |
| 1500 m | Aika Klein |          |          | squalificata     | squalificata     |            |            |        |        |

## Skeleton
| Gara              | Atleta             | Manche 1 | Manche 2 | Manche 3 | Manche 4 | Totale  | Posizione |
| ----------------- | ------------------ | -------- | -------- | -------- | -------- | ------- | --------- |
| Singolo femminile | Anja Huber         | 54"17    | 54"21    | 54"10    | 53"88    | 3'36"36 |           |
| Singolo femminile | Kerstin Szymkowiak | 54"15    | 54"11    | 53"91    | 54"03    | 3'36"20 |           |
| Singolo femminile | Marion Trott       | 54"53    | 54"53    | 53"88    | 54"17    | 3'37"11 | 8         |
| Singolo maschile  | Mirsad Halilovic   | 53"09    | 53"87    | 52"92    | 53"24    | 3'33"12 | 13        |
| Singolo maschile  | Frank Rommel       | 52"90    | 53"25    | 52"55    | 52"70    | 3'31"40 | 7         |
| Singolo maschile  | Sandro Stielicke   | 53"18    | 53"24    | 52"64    | 53"02    | 3'32"08 | 10        |

## Slittino
| Gara              | Atleta                            | Manche 1 | Manche 2 | Manche 3 | Manche 4 | Totale   | Posizione |
| ----------------- | --------------------------------- | -------- | -------- | -------- | -------- | -------- | --------- |
| Singolo femminile | Natalie Geisenberger              | 41"743   | 41"657   | 41"800   | 41"901   | 2'47"101 |           |
| Singolo femminile | Tatjana Hüfner                    | 41"760   | 41"481   | 41"666   | 41"617   | 2'46"524 |           |
| Singolo femminile | Anke Wischnewski                  | 41"785   | 41"685   | 41"894   | 41"889   | 2'47"253 | 5         |
| Singolo maschile  | Andi Langenhan                    | 48"629   | 48"658   | 48"869   | 48"473   | 3'14"629 | 5         |
| Singolo maschile  | Felix Loch                        | 48"168   | 48"402   | 48"344   | 48"171   | 3'13"085 |           |
| Singolo maschile  | David Möller                      | 48"341   | 48"511   | 46"582   | 48"330   | 3'13"764 |           |
| Doppio            | Patric Leitner Alexander Resch    | 41"566   | 41"566   | 41"474   | 41"474   | 1'23"040 |           |
| Doppio            | André Florschütz Torsten Wustlich | 41"545   | 41"545   | 41"645   | 41"645   | 1'23"190 | 5         |

## Snowboard
| Gara              | Atleta             | Qualificazioni | Qualificazioni | Semifinali | Semifinali | Finale    | Finale    |
| Gara              | Atleta             | Punteggio      | Pos.           | Punteggio  | Pos.       | Punteggio | Posizione |
| ----------------- | ------------------ | -------------- | -------------- | ---------- | ---------- | --------- | --------- |
| Halfpipe maschile | Christophe Schmidt | 32,3           | 11             |            |            |           |           |

| Gara                        | Atleta          | Qualificazioni | Qualificazioni | Ottavi         | Ottavi | Quarti       | Quarti | Semifinale    | Semifinale | Finale     | Finale |
| --------------------------- | --------------- | -------------- | -------------- | -------------- | ------ | ------------ | ------ | ------------- | ---------- | ---------- | ------ |
| Gigante parallelo maschile  | Patrick Bussler | 1'18"49        | 14             | P. Bussler     | +22"06 |              |        |               |            |            |        |
| Gigante parallelo maschile  | Patrick Bussler | 1'18"49        | 14             | Schoch         |        |              |        |               |            |            |        |
| Gigante parallelo femminile | Selina Jörg     | 1'24"63        | 14             | S. Jörg        |        | S. Jörg      |        | S. Jörg       | DSQ        | S. Jörg    | +2"29  |
| Gigante parallelo femminile | Selina Jörg     | 1'24"63        | 14             | D. Guenther    | +0"41  | I. Meschik   | +0"08  | N. Sauerbreij |            | M. Kreines |        |
| Gigante parallelo femminile | Anke Karstens   | 1'23"90        | 8              | A. Karstens    |        | A. Karstens  | +8"34  |               |            |            | 5      |
| Gigante parallelo femminile | Anke Karstens   | 1'23"90        | 8              | A. Loo         | +0"01  | M. Kreiner   |        |               |            |            |        |
| Gigante parallelo femminile | Amelie Kober    | 1'24"59        | 12             | A. Kober       |        | A. Kober     | DSQ    |               |            |            | 8      |
| Gigante parallelo femminile | Amelie Kober    | 1'24"59        | 12             | Y. Tudegesheva | DSQ    | Y. Ilyukhina |        |               |            |            |        |
| Gigante parallelo femminile | Isabella Laböck | 1'24"96        | 15             | I. Laböck      | +17"98 |              |        |               |            |            |        |
| Gigante parallelo femminile | Isabella Laböck | 1'24"96        | 15             | N. Sauerbreij  |        |              |        |               |            |            |        |

| Gara                     | Atleta           | Qualificazioni | Qualificazioni | Ottavi | Quarti | Semifinali | Finale |
| ------------------------ | ---------------- | -------------- | -------------- | ------ | ------ | ---------- | ------ |
| Snowboard cross maschile | Konstantin Schad | 1'26"69        | 33             |        |        |            |        |
| Snowboard cross maschile | David Speiser    | 1'23"92        | 26             | 2      | 2      | 4          | 8      |